# François de Geoffre
François de Geoffre  de Chabrignac (Parigi, 8 agosto 1917 – Alicante, 17 luglio 1970) è stato un aviatore, militare e scrittore francese, distintosi come asso dell'aviazione da caccia durante il corso della seconda guerra mondiale, con 7 vittorie confermate e due probabili conseguite in 125 missioni belliche. Con al suo attivo 2.500 ore di volo, fu decorato con la Croce di Ufficiale della Legion d'onore, la Croix de guerre 1939-1945, e la Médaille militaire francesi, e con l'Ordine della Bandiera rossa sovietico.

## Biografia

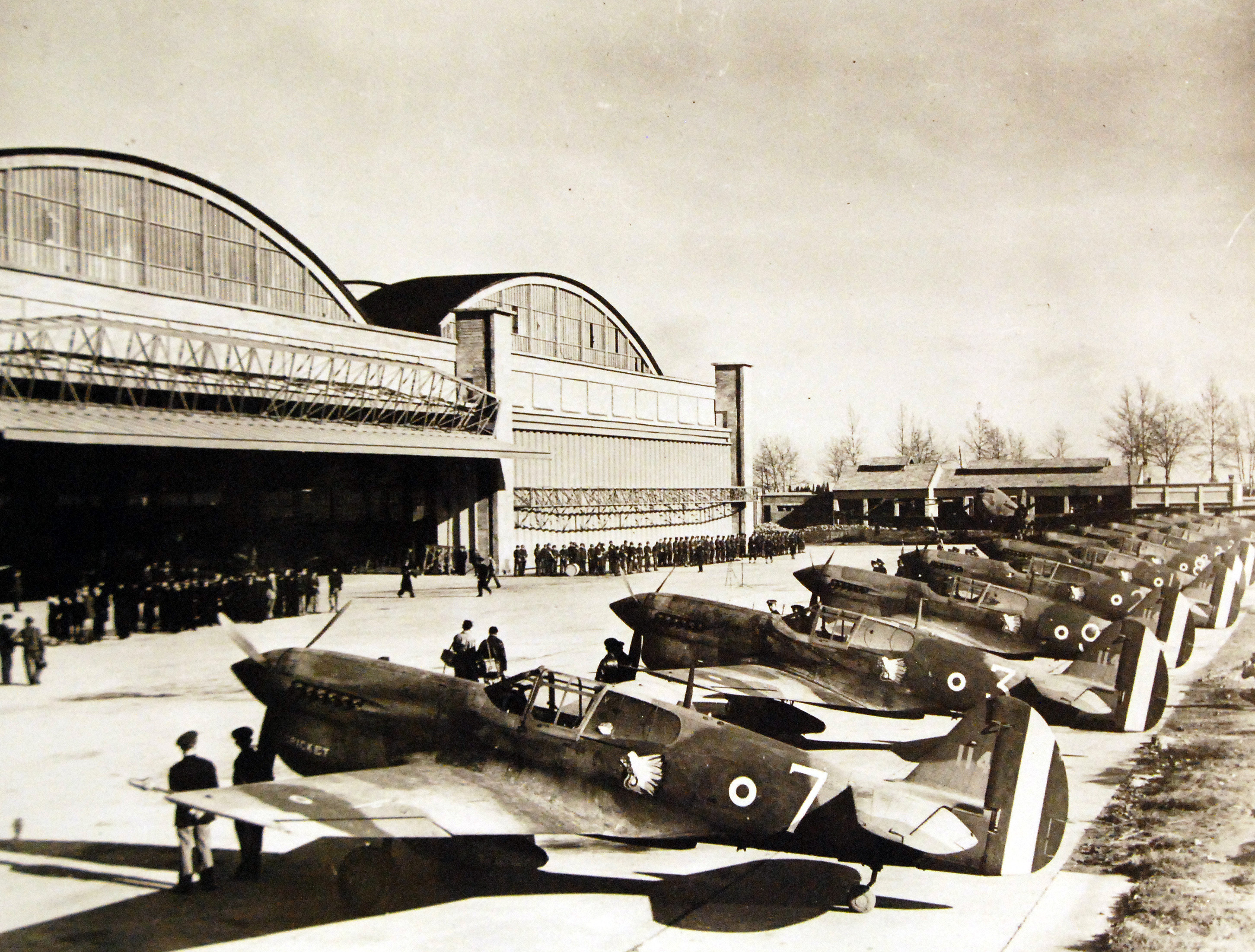
Schieramento di caccia Curtiss P-40 della Escadrille "Lafayette".

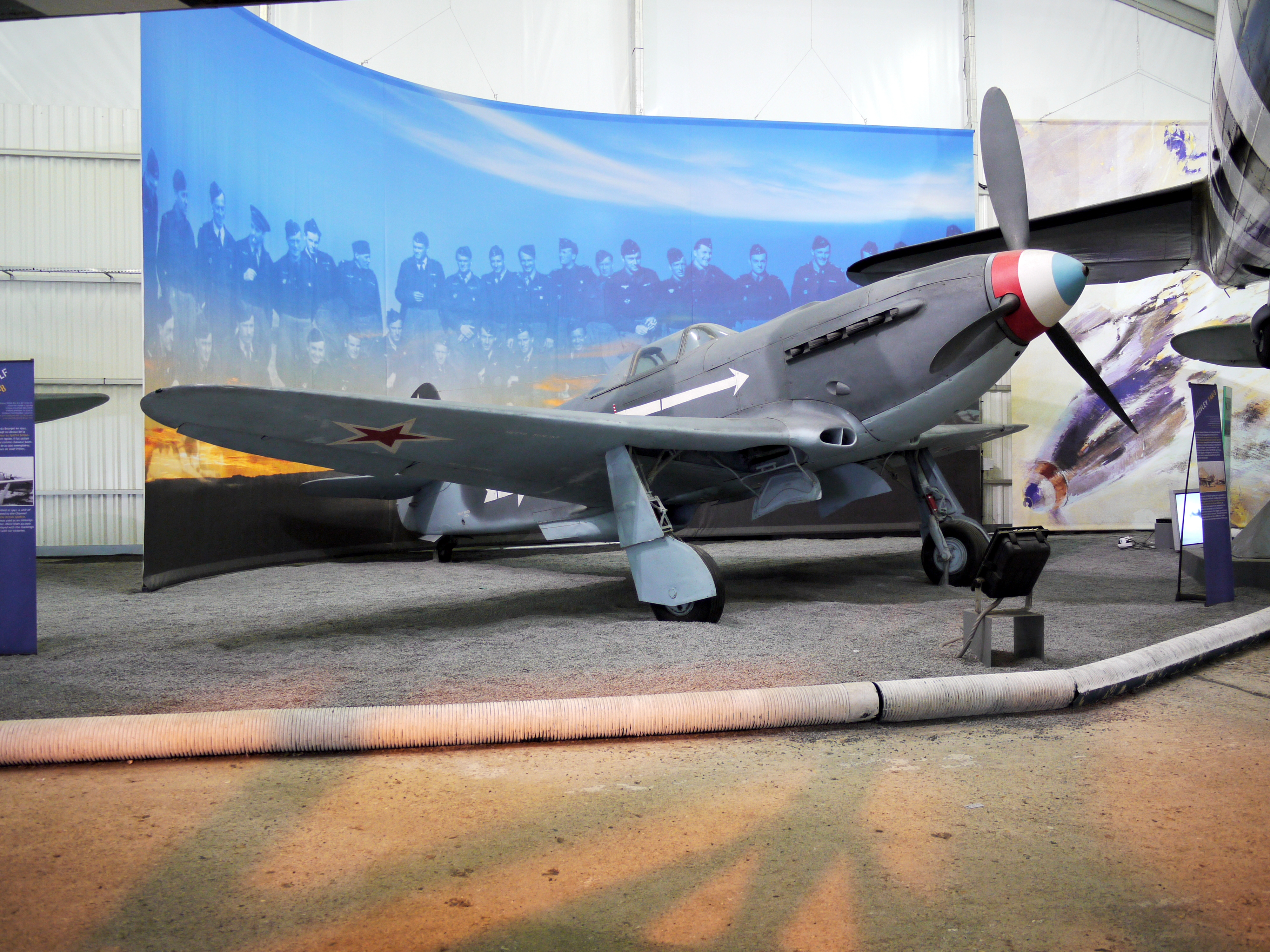
L'esemplare di Yakovlev Yak-3 esposto al Musée de l'air et de l'espace di Parigi. Sullo sfondo la foto dei membri del Groupe de Chasse "Normandie-Niémen".

Nacque a Parigi l'8 agosto 1917 Conseguì il brevetto di pilota da turismo all'età diciassette anni, arruolandosi poi nell'Armée de l'air. Divenuto caporale maggiore nel settembre 1939, dopo lo scoppio della seconda guerra mondiale, frequentò i corsi delle varie scuole di pilotaggio e addestramento, dapprima quella di Nîmes, poi di Avord e infine di Orano, in Algeria, dove si trovava all'inizio della battaglia di Francia. Dopo la firma dell'armistizio di Compiègne (22 giugno 1940), con il grado di sergente era di stanza presso la base aerea di Orano. Deciso a continuare a combattere tentò di raggiungere l'Inghilterra, e il 30 giugno con un gruppo di compagni si imbarcò a bordo di un velivolo Bloch MB.175 per raggiungere Gibilterra. Il tentativo non riuscì, sventato dalla polizia militare, ed egli fu sanzionato con due mesi di arresti di rigore  dal colonnello comandante della base, ma non si arrese.
Dopo l'inizio dell'Operazione Torch, e la ripresa delle operazioni belliche francesi contro le truppe dell'Asse, nel novembre 1942 fu assegnato alla Escadrille "Lafayette", a Casablanca. Volando su un caccia Curtiss P-40 Tomahawk, dal gennaio 1943 combatte nel corso della campagna di Tunisia distinguendosi su Thélepte. Nel settembre 1943 fu assegnato in servizio alla Ecole de chasse di Meknès, ma il 6 ottobre successivo, parte di un gruppo di 14 piloti francesi di stanza in Africa del nord, intraprese un lungo percorso che lo portò ad arrivare in Unione Sovietica. Via Il Cairo, in Egitto, e il Libano, arrivò a Ivanovo in 14 gennaio 1944 entrando quindi in servizio nello Groupe de Chasse "Normandie-Niémen". Dopo un periodo di addestramento all'utilizzo dei velivoli sovietici, volando sulla versione biposto dello Yakovlev Yak-7, il 20 maggio fu assegnato alla 3éme Escadrille "Cherbourg". Pilotando dapprima un caccia Yakovlev Yak-1, e poi uno Yak-3, reclamò 9 vittorie di cui gliene furono attribuite 7, più due probabili. Fu soprannominato Le Baron o anche L'homme de la Baltique. Quest'ultimo soprannome gli fu attribuito per il suo lungo duello sopra la laguna di Frisches Haff, il 27 marzo 1945, alle 9 del mattino, dove fu abbattuto da un caccia tedesco Focke-Wulf Fw 190. Lanciatosi con il paracadute cadde in acqua, e riuscito a liberarsi dal suo paracadute, arrivò a riva a nuoto dove fu tratto in salvo da alcuni fanti dell'Armata Rossa, venendo poi evacuato nelle retrovie per essere ricoverato in un ospedale a sud di Bartenstein. Ripresosi lentamente dalle ferite ritornò a combattere 25 aprile 1945 al mattino sopra Pillau. Dopo la fine delle ostilità, partì per Parigi sul suo aereo, insieme al resto del reggimento, il 14 giugno 1945. Arrivò nella Capitale il 20 giugno 1945, atterrando sull'aeroporto di Le Bourget con il suo Yak-3, dopo aver sorvolato gli Champs Élysées con il resto del Groupe de Chasse "Normandie-Niémen". All'epoca, promosso tenente, era accreditato di 7 vittorie aeree confermate e 2 probabili.
Si riunì con la sua famiglia in quello stesso mese a Casablanca, in Marocco.
Dopo la Liberazione, tornò all'aviazione civile lavorando presso le compagnie aeree Air France e poi presso la Compagnie des Transports Aériens Inter-continentaux (TAI).
Nel 1948 lavorava in Indocina come pilota presso una grande piantagione di caucciù, e poi, due anni dopo, partì per il Sudamerica alla ricerca di oro e diamanti.
Grande giornalista, fece molti viaggi in URSS, Ungheria e America Latina, scrivendo alcuni libri. È morto il 17 luglio 1970 ad Alicante, in Spagna. La sua salma fu successivamente tumulata a Savasse.

## Pubblicazioni
- Normandie Niemen: Souvenirs d’un pilote, Editions André Bonne, Paris, 195.
- L'homme de la Baltique, A. Martel, Paris, 1953.
- Venezuela, terre des folles espérances, Amiot-Dumont, Paris, 1953.
- Du Collège à l'Escadrille: souvenirs, Editions L.I.R.E., Paris, 1954.
- Inconnu à bord, Martel, Givors, 1955.
- Hongrie, terre déchirée: je reviens de Budapest, Éditions Fleuve noir, Paris, 1956.
- Cruces de Lorena en Rusia, Fermín Uriarte, Madrid, 1957.

### Annotazioni
1. ↑  Era nipote di Madeleine de Geoffre de Chabrignac, moglie di François Harouard de Suarez d'Aulan, e poi di Achille Adam. Era anche primo cugino di Jean d'Aulan
2. ↑  Scontati in una cella di Fort de Santa Cruz, la prigione militare di Orano.

### Fonti
1. 1 2 3 4 5 6 7 8 9 10 11 12 13 14 15 16 17  Ciel de Gloire.
2. 1 2  Ketley 1999, p. 90.
3. 1 2 3 4 5  Catillon 1997, p. 98.
4. 1 2  Ketley 1999, p. 62.
5. ↑  Ketley 1999, p. 67.